# Riverside Shakespeare
The Riverside Shakespeare is een langlopende reeks van edities van de volledige werken van William Shakespeare, gepubliceerd door de Houghton Mifflin Company.
De eerste Riverside Shakespeare werd bewerkt door Richard Grant White en gepubliceerd in 1883 en 1901.
Een nieuwe versie werd gepubliceerd in 1974 als een volwaardige wetenschappelijke uitgave, met inleidingen en aantekeningen bij elk toneelstuk, evenals verscheidene essays over het leven van Shakespeare en zijn werken. De algemene redacteur was G. Blakemore Evans. De herziene uitgave van 1996/1997 is opmerkelijk doordat het de eerste "Complete works"-editie was die ook het omstreden stuk Edward III opnam. De eerste Riverside telde 1927 pagina's, de herziene versie - die ook in twee delen kan worden verkregen - telt 2057 pagina's.